# Episodi di Big Nate (corti)
I corti di Big Nate sono stati trasmessi in prima visione negli Stati Uniti d'America sul servizio di streaming Paramount+ dal 18 gennaio all'8 febbraio 2022 e dopo sulla rete televisiva Nickelodeon, eccezion fatta per il penultimo (trasmesso l'11 febbraio 2022 per la prima volta sul canale YouTube ufficiale di Nickelodeon e solo 6 giorni dopo su Paramount+) e l'ultimo corto (trasmesso nei cinema americani il 15 luglio 2022 prima del film Paws of Fury - La leggenda di Hank). Sono inediti in Italia.
| nº | Titolo originale                | Titolo italiano | Prima TV USA                                                                            | Prima TV Italia |
| -- | ------------------------------- | --------------- | --------------------------------------------------------------------------------------- | --------------- |
| 1  | Theater Antics                  |                 | 18 gennaio 2022 (Paramount+) 4 febbraio 2022 (Nickelodeon)                              | inedito         |
| 2  | How to Pull a Proper Prank      |                 | 18 gennaio 2022 (Paramount+) 4 febbraio 2022 (Nickelodeon)                              | inedito         |
| 3  | The Butta Cheeks Song           |                 | 25 gennaio 2022 (Paramount+) 18 febbraio 2022 (Nickelodeon)                             | inedito         |
| 4  | Spitsy's Barking Lessons        |                 | 25 gennaio 2022 (Paramount+) 11 febbraio 2022 (Nickelodeon)                             | inedito         |
| 5  | How to Get Ripped or Die Tryin' |                 | 1° febbraio 2022 (Paramount+) 11 febbraio 2022 (Nickelodeon)                            | inedito         |
| 6  | Locker Makeover Day             |                 | 1° febbraio 2022 (Paramount+) 18 febbraio 2022 (Nickelodeon)                            | inedito         |
| 7  | Picture Day                     |                 | 8 febbraio 2022 (Paramount+) 25 febbraio 2022 (Nickelodeon)                             | inedito         |
| 8  | How to Annoy Your Older Sister  |                 | 11 febbraio 2022 (YouTube) 17 febbraio 2022 (Paramount+) 18 febbraio 2022 (Nickelodeon) | inedito         |
| 9  | Bad Hamster                     |                 | 15 luglio 2022                                                                          | inedito         |